# Универзитет Вандербилт
Универзитет Вандербилт (енгл. Vanderbilt University; неформално Венди или Ви-Ју) је приватни универзитет у Нешвилу. Основан 1873. године, добио је име у част бродарског и железничког магната Корнелијуса Вандербилта, који му је обезбедио почетну задужбину од милион долара у нади да ће његов дар и већи рад универзитета помоћи да се залече ране које је нанео Амерички грађански рат.